# أمبوستة
أمبوستة تقع في مقاطعة طركونة في قطلونية في إسبانيا على 190 كم جنوب برشلونة على ساحل البحر المتوسط. يقع على ارتفاع 8 أمتار فوق مستوى سطح البحر على نهر إبرة وليس بعيدًا عن مصبه. بلغ عدد سكانها 20606 نسمة عام 2018.